# Тапалес, Марлон
Марлон Тапалес (англ. Marlon Tapales), (род. 23 марта 1992, Капатаган, Северный Ланао, Филиппины) — филиппинский боксёр-профессионал, выступающий в первой найлегчайшей, найлегчайшей, второй найлегчайшей, легчайшей и второй легчайшей весовых категориях.
Среди профессионалов бывший чемпион мира по версиям WBA-super, WBO (2023) во втром легчайшем весе и чемпион мира по версии WBO (2016—2017) в легчайшем весе.

## Профессиональная карьера
27 июля 2016 года победил нокаутом в 11-м раунде боксёра из Таиланда Пунглуанга Сор Сингю (24-8-2) и завоевал титул чемпиона мира по версии WBO в легчайшем весе.
Перед 1-й защитой своего чемпионского титула не смог уложиться в категорию легчайшего веса, поэтому был лишён титула чемпиона мира по версии WBO в легчайшем весе. 23 апреля 2017 года состоялся бой Тапалеса с японцем Сёхэем Омори (18-1), которого Тапалес победил техническим нокаутом в 11-м раунде, но титул чемпиона мира был выставлен как вакантный только лишь на победу Омори, поэтому титул остался вакантным. После боя Тапалес объявил о переходе в категорию второго легчайшего веса.

## Статистика профессиональных боёв
В таблице перечислены результаты всех поединков боксёров.
В каждой строке указан результат поединка. Дополнительно номер поединка обозначен цветом, который обозначает итог поединка. Расшифровка обозначений и цветов представлена в нижеследующей таблице.
| Пример | Расшифровка                     |
| ------ | ------------------------------- |
|        | Победа                          |
|        | Ничья                           |
|        | Поражение                       |
|        | Планируемый поединок            |
|        | Поединок признан несостоявшимся |
| КО     | Нокаут                          |
| ТКО    | Технический нокаут              |
| PTS    | Решение судей (по очкам)        |
| UD     | Единогласное решение судей      |
| MD     | Решение большинства судей       |
| SD     | Раздельное решение судей        |
| RTD    | Отказ от продолжения боя        |
| DQ     | Дисквалификация                 |
| NC     | Поединок признан несостоявшимся |

| 41 поединок, 37 победы (19 нокаутов), 4 поражения. | 41 поединок, 37 победы (19 нокаутов), 4 поражения. | 41 поединок, 37 победы (19 нокаутов), 4 поражения. | 41 поединок, 37 победы (19 нокаутов), 4 поражения. | 41 поединок, 37 победы (19 нокаутов), 4 поражения. | 41 поединок, 37 победы (19 нокаутов), 4 поражения. | 41 поединок, 37 победы (19 нокаутов), 4 поражения. | 41 поединок, 37 победы (19 нокаутов), 4 поражения. |
| Бой                                                | Рекорд                                             | Дата боя                                           | Соперник                                           | Место проведения боя                               | Результат                                          | Дополнительно |                                                    |
| -------------------------------------------------- | -------------------------------------------------- | -------------------------------------------------- | -------------------------------------------------- | -------------------------------------------------- | -------------------------------------------------- | --- | -------------------------------------------------- |
| 41                                                 | 37-4                                               | 26 декабря 2023 года                               | Наоя Иноуэ (25-0)                                  | Ариакэ Арена, Токио, Япония                        | KO 10 (12), 1:02                                   | Бой за звание абсолютного чемпиона мира по версиям WBC (1-я защита Иноуэ), WBO (1-я защита Иноуэ), WBA (1-я защита Тапалеса), IBF (1-я защита Тапалеса), а также вакантный титул чемпиона мира по версии The Ring во втором легчайшем весе.             |                                                    |
| 40                                                 | 37-3                                               | 8 апреля 2023 года                                 | Муроджон Ахмадалиев (11-0-0)                       | Boeing Center at Tech Port, Сан-Антонио, США       | SD 12                                              | Бой за титулы WBA-super) и IBF (4-я защита Ахмадалиева) во втором легчайшем весе. |                                                    |
| 39                                                 | 36-3                                               | 14 мая 2022 года                                   | Хосе Эстрелла (23-18-1)                            | Dignity Health Sports Park, Карсон, США            | KO 2 (8), 1:39                                     | |                                                    |
| 38                                                 | 35-3                                               | 11 декабря 2021 года                               | Хироаки Тэсигавара (22-2-2)                        | Dignity Health Sports Park, Карсон, США            | TKO 2 (12), 0:06                                   | |                                                    |
| 37                                                 | 34-3                                               | 21 ноября 2020 года                                | Иден Сонсона (36-11-2)                             | Генерал-Сантос, Филиппины                          | TKO 2 (10), 0:46                                   | |                                                    |
| 36                                                 | 33-3                                               | 7 декабря 2019 года                                | Рёсукэ Иваса (26-3)                                | Бруклин, США                                       | TKO 11 (12), 1:09                                  | Бой за титул временного чемпиона мира по версии IBF во втором легчайшем весе. |                                                    |
| 35                                                 | 33-2                                               | 1 июня 2019 года                                   | Роберто Кастанеда (23-11-2)                        | Сан-Джасинто, США                                  | KO 3 (10), 1:37                                    | |                                                    |
| 34                                                 | 32-2                                               | 16 февраля 2019 года                               | Фернандо Варгас Парра (34-14-3)                    | Лос-Анджелес, США                                  | RTD 5 (10), 3:00                                   | |                                                    |
| 33                                                 | 31-2                                               | 30 сентября 2018 года                              | Гудлак Мрема (22-3)                                | Кесон-Сити, Филиппины                              | KO 1 (10), 2:10                                    | |                                                    |
| 32                                                 | 30-2                                               | 23 апреля 2017 года                                | Сёхэем Омори (18-1)                                | Осака, Япония                                      | TKO 11 (12), 0:16                                  | Тапалес не смог уложиться в категорию легчайшего веса, поэтому был лишён титула чемпиона мира по версии WBO, который был выставлен как вакантный только лишь на победу Омори. После боя Тапалес объявил о переходе в категорию второго легчайшего веса. |                                                    |
| 31                                                 | 29-2                                               | 27 июля 2016                                       | Пунглуанг Сор Сингю (24-8-2)                       | Аюттхая, Таиланд                                   | KO 11 (12)                                         | Завоевал титул чемпиона мира по версии WBO в легчайшем весе. |                                                    |
| 30                                                 | 28-2                                               | 16 декабря 2015                                    | Сёхэй Омори (15-0)                                 | Shimazu Arena, Киото Япония                        | KO 11 (12)                                         | Бой за титул WBO в легчайшем весе. |                                                    |
| Бой                                                | Рекорд                                             | Дата боя                                           | Соперник                                           | Место проведения боя                               | Результат                                          | Дополнительно |                                                    |